# Parafia św. Marcina w Ostródzie
Parafia Świętego Marcina w Ostródzie – rzymskokatolicka parafia w Ostródzie, należąca do archidiecezji warmińskiej i dekanatu Ostróda. Została utworzona 1 lipca 1993. Kościół parafialny mieści się przy ulicy Paderewskiego. Parafię prowadzą księża diecezjalni.